# Nazarí

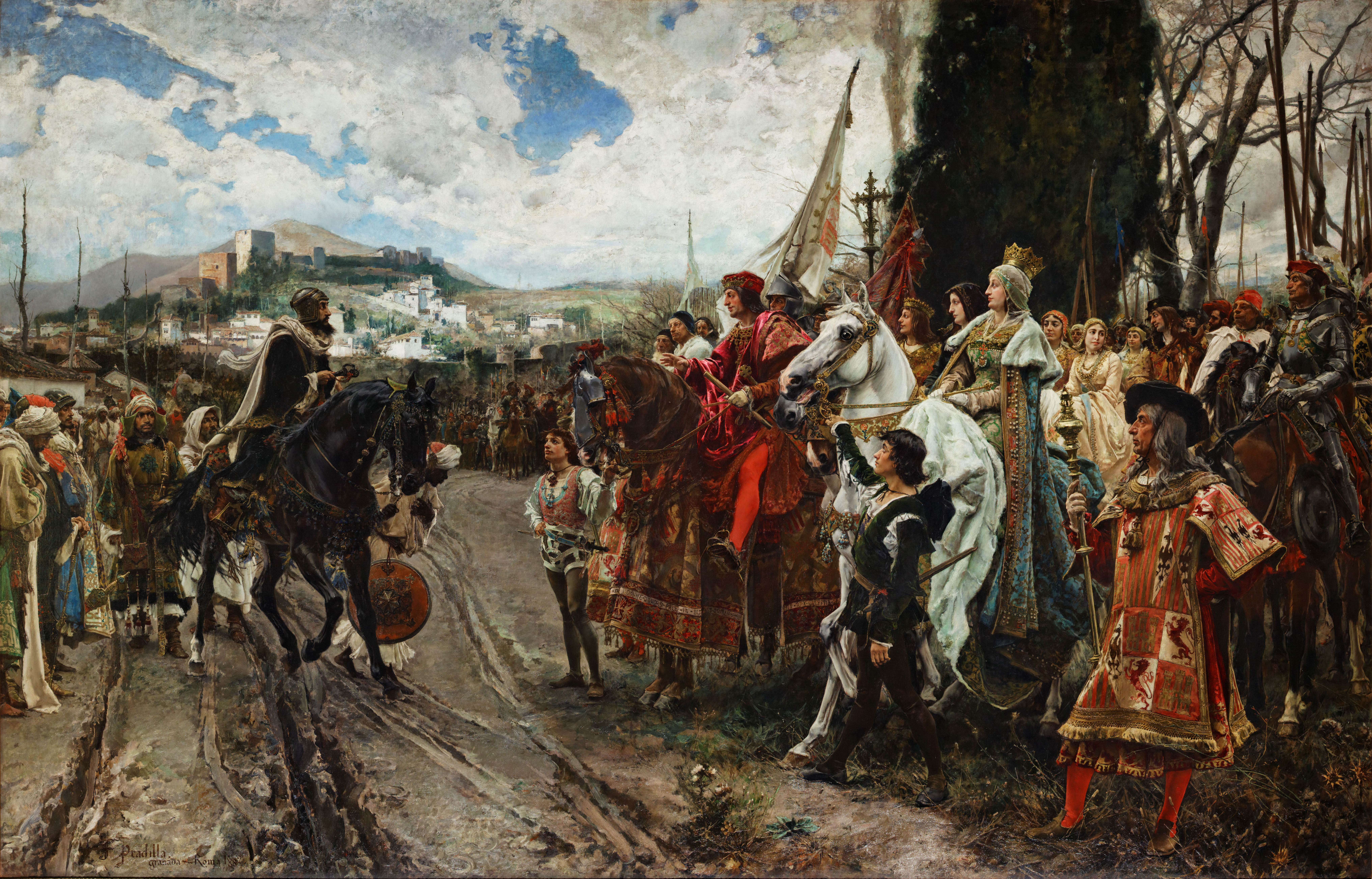
La rendición de Granada, obra de Francisco Pradilla, muestra al rey Boabdil entregando las llaves de Granada a los Reyes Católicos.

La dinastía nazarí o nasrí (en árabe: بنو نصر‎ banū Naṣr o en árabe: النصريون‎ naṣrīwn) fue la última dinastía musulmana que dominó el Reino de Granada desde 1238 hasta el 2 de enero de 1492. Su caída supuso el final de al-Ándalus.
Esta dinastía tuvo un total de 20 sultanes granadinos. El último de ellos, Boabdil, conocido como "el Rey Chico", se negó a pagar los tributos impuestos por la Corona de Castilla al Reino de Granada para permitir la supervivencia de este último. Este hecho llevó a la reina Isabel I de Castilla a entrar en guerra con el reino Nazarí, lo que unido a la guerra civil que ya padecía este reino, facilitó la reconquista cristiana. La organización territorial y administrativa del reino se realizó a través de las tahas.
Durante el reinado de esta dinastía se edificó el palacio de la Alhambra, considerado el máximo exponente del arte nazarí y una de las joyas del arte musulmán de todos los tiempos.
La dinastía nazarí descendía de la tribu árabe Banu Khazraj, y afirmó ser descendiente directo de línea masculina de Sa'd ibn Ubadah, el jefe de la tribu y uno de los compañeros del profeta islámico Mahoma. El nasab de Yusuf (apodado "al-Ahmar", que significa "el Rojo"). Los nazaríes eran de origen azd.